# Maydena
Maydena – miasto w Australii, na Tasmanii.